# Justicia como equidad (libro)
Justicia como equidad: Una reformulación, traducción al español de Justice as Fairness: A Restatement, es un libro publicado en 2002 sobre filosofía política escrito por John Rawls, a modo de revisión de Teoría de la justicia de (1971). En el libro, Rawls responde a sus críticos y elabora argumentos adicionales a sus propuestas anteriores. El libro fue escrito en 2002 poco antes de su muerte y editado por Erin Kelly.

## Teoría
En la primera parte discute ideas fundamentales ya tratadas en sus obras previas (incluyendo Political Liberalism (1995)), como la estructura básica de la sociedad, la posición original, personas libres e iguales, la justificación pública, el equilibrio reflectivo, o traslapes en los consensos. En la segunda parte pasa a discutir sus principios de justicia, los cuales quedan redactados de la siguiente manera:
- Cada persona tiene el mismo derecho indefectible a un esquema totalmente adecuado de iguales libertades básicas, el cual debe ser compatible con el mismo esquema de libertades para todos;
- Las desigualdades sociales y económicas deben satisfacer dos condiciones: primero, deben de ser el resultado de cargos y puestos abiertos para todos bajo condiciones de justa igualdad de oportunidades; y segundo, deben de resultar en el beneficio de los miembros menos aventajados de la sociedad (el principio de la diferencia).

En la tercera parte, Rawls fortalece su argumento sobre los dos principios de la posición original, introduciendo un nuevo concepto, a saber, el de razón pública que no había sido discutida lo suficiente en Una teoría de la justicia. 
En la cuarta parte enumera las instituciones públicas que estarían presentes en una sociedad justa y equitativa, entre las cuales detalla cinco tipos de sistemas sociales:
1. Capitalismo de laissez-faire
2. Capitalismo del estado de bienestar
3. Estado socialista de economía dirigida
4. Democracia basada en la propiedad
5. Socialdemocracia, Socialismo democrático o Socialismo liberal

Rawls sostiene que los primeros tres «[violan] los dos principios de justicia en por lo menos una forma»[, dejando entonces solamente las opciones (4) y (5) como las "descripciones ideales" que incluyen "arreglos diseñados para satisfacer los dos principios de justicia".
En la quinta parte explica sus razones para creer que el liberalismo es no solo posible, sino por qué no es utópico el creer que dicha sociedad sea posible. Enfocándose principalmente en los Estados Unidos del siglo XX, Rawls asegura que ciertas instituciones de nuestras sociedades causan injusticias.